# Frontera (película de 1980)
Frontera es una película mexicana de acción y drama de 1980 dirigida por Fernando Durán Rojas y protagonizada por Fernando Allende, Daniela Romo y Guillermo Capetillo.

## Argumento
Fernando es un joven que viaja a la frontera entre México y Estados Unidos a buscar a su hermano Daniel. Al llegar, se entera de que su hermano ha muerto en un "extraño" accidente automovilístico. De todos modos, decide quedarse y continúa construyendo el negocio de su difunto hermano con Rosy, la novia del ya mencionado difunto hermano y juntos intentarán abrir un restaurante - bar con la ayuda del abuelo de Rosy y de Javier, el mejor amigo de Fernando. Pero todo se complica cuando tres mafiosos y narcotraficantes, cuyo líder resulta ser el exnovio de Rosy, intentan atacar el proyecto mientras avanza.

## Reparto
- Fernando Allende como Fernando Leyva.
- Daniela Romo como Rosy.
- Guillermo Capetillo como Javier.
- Gilberto Román como Roy "El Gato".
- Carlos Rivera como Jess Ponce.
- Raymundo Bravo como Lar Rémora.
- Carlos Riquelme como abuelo de Rosy.
- Jorge Fegan como taxista.
- Jorge Reynoso como miembro de la union
- Mike Moroff como miembro de la union
- Guillermo Lagunes como Daniel Leyva.
- Manuel Fregoso miembro de la union.
- Manolo Cárdenas como miembro de la union.
- José Luis Avendaño como amigo de Fernando
- José Wilhelmy como Don Pepe.

## Canciones
- «Cuando pienso en ti»
- «Yo contigo, tú conmigo»
- «Una más»
- «Black Brother»
- «Flash»
- «Eres mi único amor»
- «You Can't Go Back»
- «Carlita»
- «Mabel»

## Producción
La película se rodó en 1979.

## Lanzamiento
La película se estrenó el 15 de mayo de 1980. Se proyectó en los cines Cuautitlán Izcalli 2, Carrusel, Colonial, Dolores del Río, Internacional, Marina, Olimpia, Soledad, Lago 1 y Elvira, durante dos semanas.